# Rey de Patones

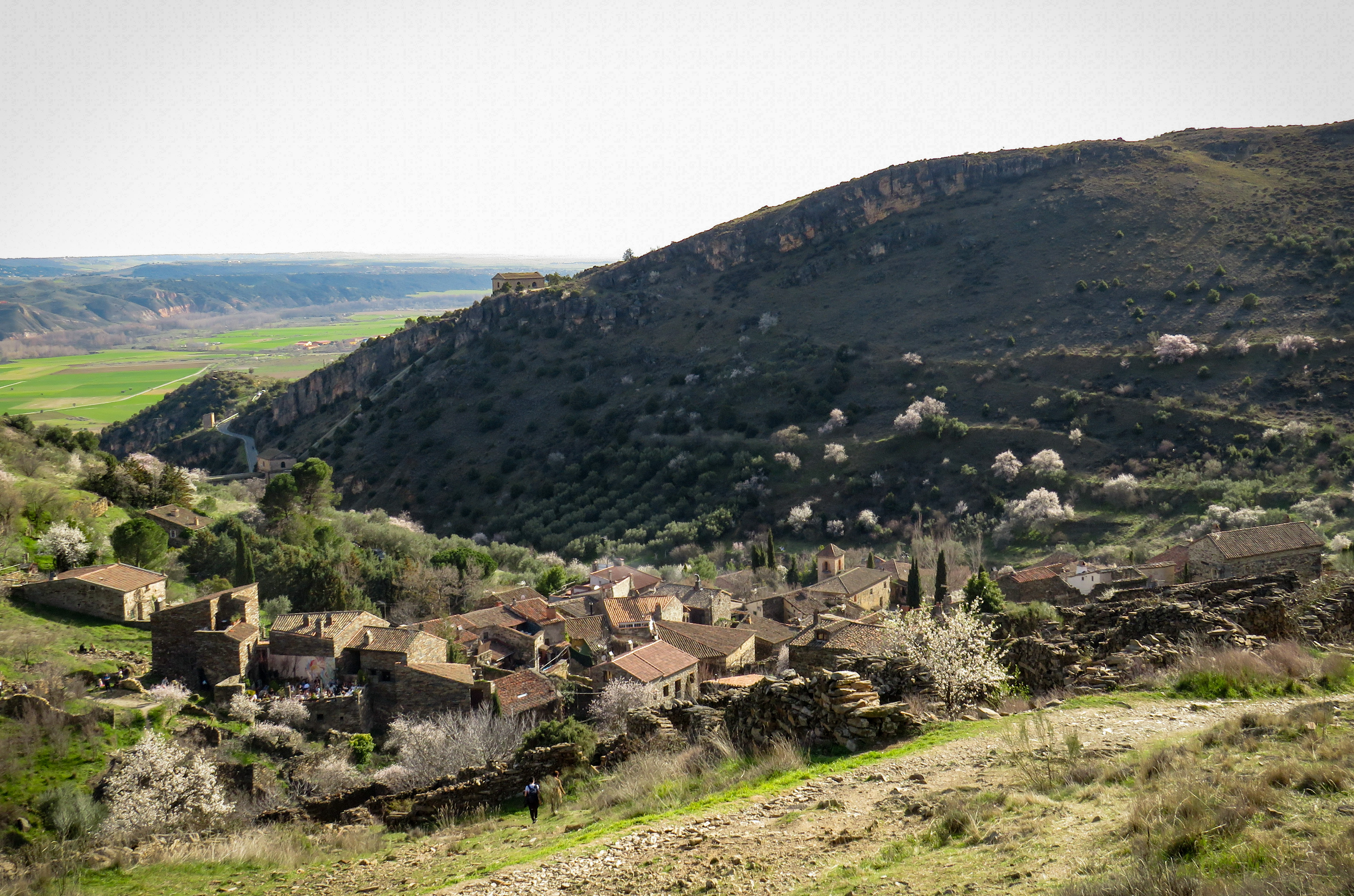
Vista de Patones de Arriba

El rey de Patones era el jefe del Reino de Patones, una pintoresca monarquía hereditaria que, según crónicas y leyendas, pervivió en el pueblo castellano de Patones, hasta el año 1769. Patones que está hoy en la Comunidad de Madrid.

## Historia
Las leyendas hablan de una monarquía supuestamente milenaria, para algunos de origen visigodo, que habría conseguido sobrevivir a la ocupación de la península ibérica por parte de los musulmanes. La leyenda explica que uno de los monarcas de Patones, envió una carta a Felipe II, encabezada por la frase:

Del Rey de Patones, al Rey de España.

De finales del siglo XVII provienen las primeras referencias escritas a la peculiar institución del rey de Patones. Parece ser que las 10 o 12 familias residentes en la localidad acataban la autoridad de un anciano al que daban el título de rey y que este cargo era hereditario, aunque, en la práctica se trataba más bien de una especie de alcalde o juez de paz de origen humilde.
El primer escrito donde se hace alusión al rey de Patones es de 1653, cuando se entrevistó con el cardenal Moscoso para solicitar la construcción de la ermita. Fue Carlos III, quien acabó con la dinastía "patonera" al negarse estos a pagar unos impuestos. En 1750 el pueblo solicitó al duque de Uceda el nombramiento de una "justicia" o alcalde de pedanía. A lo largo del siglo XVIII, la leyenda del rey de Patones se daba por cierta en numerosos libros, uno de los más conocidos es el Viaje de España de Antonio Ponz.